# Raphidia communis
Raphidia communis là một loài côn trùng trong họ Raphidiidae thuộc bộ Raphidioptera. Loài này được Retzius miêu tả năm 1783.